# Церковь Андрея Первозванного (Арзамас)
Церковь Святого Апостола Андрея Первозванного — православный храм в городе Арзамасе Нижегородской области. Относится к Нижегородской епархии Русской православной церкви. Рядом находится Церковь Илии Пророка.

## История

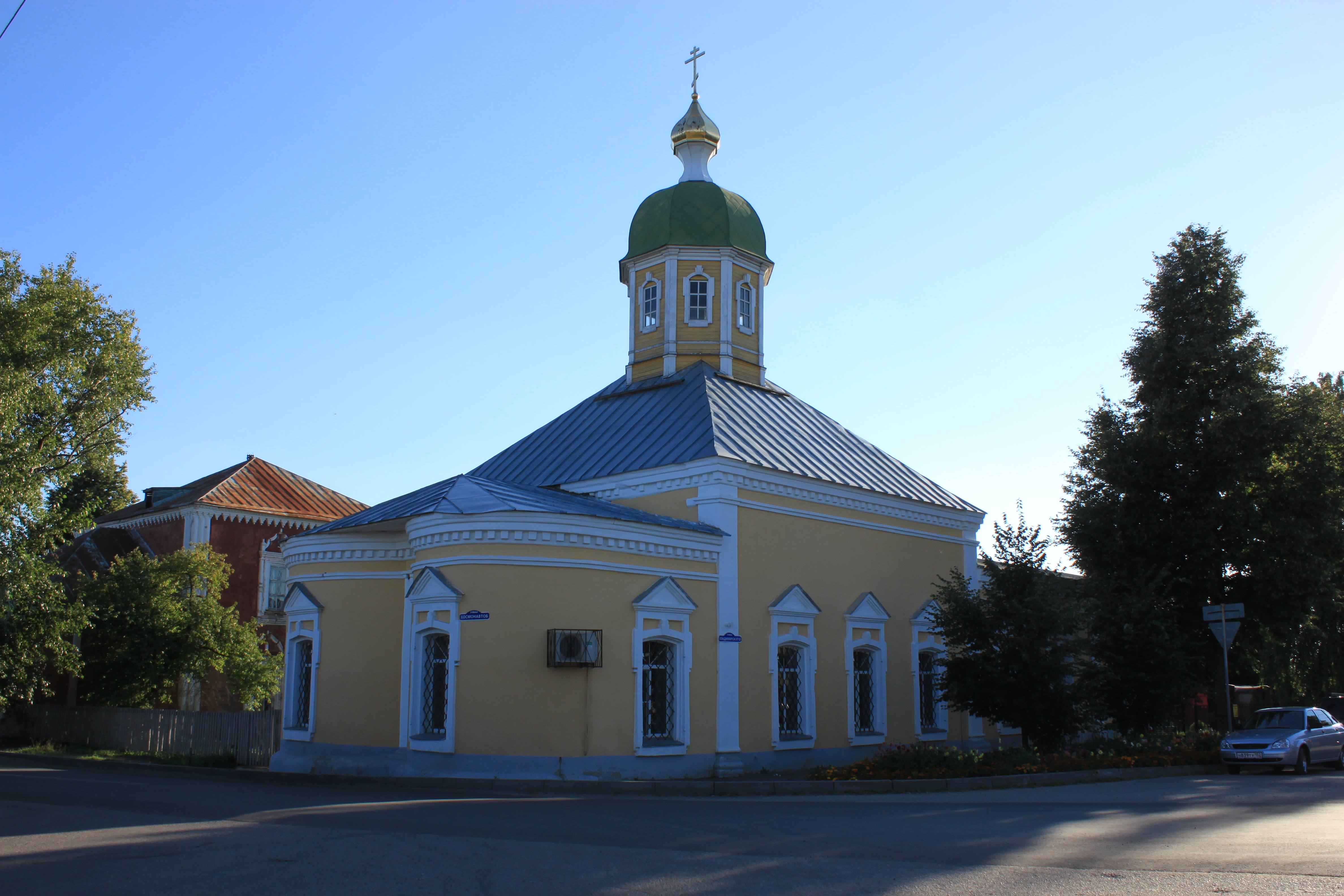
Вид с востока

В 1793 году в городе Арзамасе была сооружена небольшая церковь Ильинского прихода, освящённая во имя Андрея Первозванного. Церковь имела два предел во имя святых Симеона Богоприимца и Анны Пророчицы. В 1870 году благодаря помощи купца Рукавишникова, к храму была сооружена каменная пристройка, вследствие чего церковь стала гораздо вместительнее. В начале двадцатого века был проведен ремонт в церкви и сооружена новая каменная ограда. Алтарь церкви очень необычный — с двумя апсидами, что отличало эту церковь от многих других. Это подтверждали и исследования архитекторов-реставраторов, которые были проведены в середине двадцатого века. Внутреннее убранство храма было достаточно богатое.
В 1934 году, Андреевскую церковь закрыли. В здании храма вначале располагался клуб пионеров, а после автомобильный клуб.
В 2004 году церковь Андрея Первозванного передали Православной церкви. Начинаются восстановительные и ремонтные работы. После их проведения церковь приобрела своё первоначальное благолепие. В 2005 году храм освятили.
Сейчас двери храма открыты для прихожан и верующих, в нём каждый день проходят богослужения.